# Eymonaudův dům
Eymonaudův dům (francouzsky Maison Eymonaud) je obytný dům v Paříži postavený v novogotickém slohu. Nachází se v ulici Impasse Marie-Blanche č. 7 v 18. obvodu. Stavba je chráněná jako historická památka.

## Historie
Dům si nechal postavit v letech 1892-1897 francouzský sochař Ernest Eymonaud, který se specializoval na dřevěné sochy a repliky starého nábytku. V domě měl také svůj ateliér a prodejnu. Architektem byl Joseph-Charles Guirard de Montarnal. V roce 1900 byl dům prodloužen na západní straně a v roce 1910 bylo připojeno další křídlo.
Od roku 1995 je dům (především jeho fasáda, střechy a z interiérů přízemí, první patro a hlavní schodiště) chráněn jako historická památka.